# Баласанов, Герасим Мартынович
Герасим Мартынович Баласанов (1903—1976) — советский разведчик, полковник госбезопасности; Резидент в Японии (1944—1945), Северной Корее (1945—1949), Индии (1951—1954).

## Биография
Родился в 1903 году в Дербенте в семье крестьян.
С 1921 года после окончания школы  в Пятигорске служил в РККА в частях СКВО. С 1924 года работал по комсомольской и партийной линии в Терском округе в городе Есентуки. 
В 1935 году окончил дипломатический факультет (японский сектор) Московского института востоковедения, в 1937 году — Восточное отделение Института красной профессуры. Владел английским, японским и турецким языками. 
С 1937 года — сотрудник НКВД СССР. С  1943 года — заместитель начальника отдела УНКВД по Читинской области. С 1944 года — резидент МГБ СССР в Японии и с 1945 года в Северной Корее. С 1949 года — начальник 2-го отдела Третьего управления КИ при СМ СССР. С 1951 года — резидент КИ при СМ СССР в Индии (под прикрытием должности советника Посольства СССР в Индии). С 1954 по 1959 годы — заместитель начальника отдела ПГУ при СМ СССР. С  1962 года — старший преподаватель Высшей школы КГБ им. Ф. Э. Дзержинского. 
С  1973 года — на пенсии, жил в Москве.

## Награды
Источники:

### Ордена
- Орден Красной Звезды
- Орден Знак Почёта

### Медали
- Медаль «За трудовое отличие»

### Знаки отличия
- Почётный сотрудник госбезопасности